# 유성 (드라마)
《유성》(流れ星 나가레보시[*])는 2010년 10월 18일부터 12월 20일까지 후지 TV 게츠쿠 시간대에 방송된 텔레비전 드라마이다.
주연 다케노우치 유타카는 《속도위반 결혼》 (2001년) 이후 9년만에, 여주인공 우에토 아야 《결혼활동!》 (2009년) 이후 1년 9월만에 게츠쿠에 출연했다. 또 이나가키 고로가 게츠쿠에서 주요 배역으로 출연하는 것은 《스무살의 약속》 (1992년) 이후 18년 만이다.
드라마는 후지 TV가 주최한 제21회 영 시나리오 대상(2008년도)에서 가작으로 뽑힌 시나리오 《해파리 결혼》을 기초로 기획됐으며, 시나리오의 작가 우스다 모토코가 각본을 담당했다. 게츠쿠에서 신인 각본가의 작품이 사용되는 것은 이레적인 일이다.
캐치프레이즈는 〈거짓 사랑이 진실한 사랑으로〉.

## 줄거리
신에노시마 수족관에서 일하는 오카다 겐고는 어느 날, 여동생 마리아가 난치병에 걸려 장기이식이 필요하다는 사실을 알게 된다. 가족 또는 배우자 외의 장기 기증은 법으로 금지되어 있으나, 친척 가운데 이식에 동의해 주는 사람은 없고, 마지막 희망이었던 겐고 약혼자도 이식을 거부하며 두 사람은 헤어진다. 한편 유흥업소에서 일하는 리사는 오빠 슈이치의 빚때문에 자포자기 상태이다. 우연히 만난 겐고와 리사는 빚을 갚아주는 대신 결혼 하여 이식을 해주는 것을 조건으로 결혼한다. 인생에 절망하면서도 다양한 어려움을 극복해 나가는 남녀의 연애를 그린 러브스토리이다.

## 출연진
- 오카다 겐고 - 다케노우치 유타카
- 마키하라 리사 - 우에토 아야
- 오카다 마리아 - 기타노 기이
- 가미야 료 - 마쓰다 쇼타
- 마키하라 슈이치 - 이나가키 고로
- 가와모토 지하루 - 치순
- 오카다 가즈코 - 하라다 미에코

## 제작진
- 원안: 우스다 모토코 《해파리 결혼》 (クラゲマリッジ 구라게매릿지[*], 제21회 영 시나리오 대상 가작)
- 각본: 우스다 모토코, 아키야마 류헤이
- 각본감수: 반 가즈히코
- 제작 - 후지 TV 드라마 제작 센터

## 주제가
- 고부쿠로 〈나가레보시〉 (워너뮤직 재팬)

## 수상
- 2011년 2월 - 제67회 더텔레비전 드라마아카데미상 여우조연상, 우에토 아야